# Vasagejming
Vasagejming poznato i kao Klir Lejk je glavno, neregistrovano naselje u Nacionalnom parku Rajdin maunti, popularnoj turističkoj destinaciji u Manitobi, Kanada.
Sa planinskim jezerom  Kri Lejk i njegovom prostranom peščanom plažom kao pozadinom, prostranim ulicama, lepo uređenim parkovima i cvetnim alejama u središnjem delu naselja, i lepim malim trgovinama snabdevenim korisnim poklonima i brojnim hotelima i restoranima, Vasagejmig podseća na mali engleski gradić. Izuzetno je posećena turistička destinacija u letnjem periodu ovom delu Manitobe, ali i šire.
Kako su jedini stalni stanovnici tokom cele godine uglavnom zaposleni u parkovima Kanada i članovi njihovih porodica ovoj maloj zajednici Parkovi Kanada trenutno pružaju sve komunalne usluge, uključujući prečišćavanje i distribuciju vode, sakupljanje otpadnih voda i čvrstog otpada, zaštitu od požara, održavanje puteva, uklanjanje snega, finansiranje i administraciju, pregled razvoja, sprovođenje propisa i rekreaciju.

## Geografija

### Položaj
Nalazi se na južnoj kapiji nacionalnog parka Rajdin maunti duž autoputa broj 10. Ovo gradsko naselaje koje teritorijalno pripada oblasti Parkland, udaljeno je 99 kilometara (62 milje) severno od Brandona i 65 kilometara južno od Dofena.
Leži na južnoj obali Kri Lejka, najvećeg jezera u Nacionalnom parku Rajdin maunti.

### Geografske odlike
Planina Rajdin mauntin na kojoj se nalazi Vasagejming je nastala kao odron stenovite mase ili bloka, koji se odvojio od zaleđa i survao u njegovo podnožje. Zato se, geomorfološki gledano za Rajdin mauntin može se reći da je nastao tako što su se sedimentne stene koje su bile teže od okolnog krečnjaka koluvijalnim procesom, tj. naglim otkidanjem i stropoštavanjem stenske mase spustle niz strme padine planinske oblasti - koja se proteže od Parklanda sve do severnog Saskačevana, gde je formirana slične brdska oblast.
Iako je najveća visina Rajdin mauntina 756 metara, gledano u odnosu na njene najviše obodne delove na severoistočnoj strani, i ravnicu (preriju) koje je okružuje sa svih strana, ona deluje kao visoka planina.
Vasagejming karakteriše raznolikost pejzaža: zimzelene i listopadne šume, talasasto zemljište, doline, jezera i potoci.
Kao planinski plato u centru Severne Amerike, ovaj predeo je raskrsnica gde se prerija, i severna oblast listopadnih oblika života i staništa meša.

### Klima
Zbog nešto veće nadmorske visine i severno kontinentalne lokacije, klima Vasagejminga se odlikuje velikim oscilacijama, karakterističnim za kontinentalnu klimu kanadskih prerija. Leta su topla zbog preovlađujuće vazdušne mase sa juga i jugozapada. Zime se odlikuju hladnim frontovima koji se sele sa severa i severozapada. Na prostoru Manitoba odrona, na turbulenciju vazdušnih masa utiče mnoštvo jezera i drugih močvarinh terena, koje doprinosi povećanju konvektivnih oblaka i pljuskova u letnjim mesecima.
Prosečno trajanje vegetacije (od prosečnog datuma setve do prosečnog datuma prvog mraza) je 72 dana. Značajno je izražena varijabilnost u trajanju vegetacionog perioda koji se u 21. veku u parku menja se iz godine u godinu.
Jezera i potoci, u okolini Vasagejminga obično se zalede početkom novembra, a stalni sneg može pasti čak i ranije. Zima je prilično ujednačeno hladno. Proleće koje počinje u aprilu značajno kasni u odnosu na ravničarski deo oblasti Parklanda. Letnja sezona je od sredine juna do kraja avgusta. Jesenji meseci su možda najprijatniji deo godine, sa umerenim temperaturama, i prirodom oslobođenom od štetočina.
Srednja godišnja količina padavina je 47,6 cm. Leto koje obično kratko traje, karakteriše se relativno čestim olujnim padavinama, u junu, julu i avgustu. Najviše snega javlja u decembru i martu, a zima ima tendencju dužeg trajanja. Izuzetno hladni dani se obično javljaju u januaru ili februaru, sa prosečnom temperaturom od - 13.8 do - 27.3 °C. Najtopliji dani su u julu, kada je prosečna temperatura oko 17,3 °C, a povremeno u pojedinim područjima i do 32,3 °C. Srednje dnevne maksimalne i minimalne temperature u jul su 8,3 i 23,9 °C. Bez obzira na jako tople letnje dane, noći su uvek prijatne.
U Vasagejming kao i u celom parku i na prostoru Južne Manitobe i jugoistočnog Saskačevana duvaju pretežno dva vetra, severozapadni i jugoistočni. Međuti ovo vetrovi su manje snage od onih u ruralnim područjima oko parka. Ovo je posledica većih frikcionih uticaja, na strujanje vazduha, talasastog terena i šumskog pokrivača. U principu, park ima značajnu varijaciju u srednjoj brzine vetra iz meseca u mesec i iz jednog pravca u drugi. U decembru, januaru i februaru brzina vetra je najmanja. U ovim mesecima, međutim, povremeni jak vetar može ograničiti putovanje bilo koje vrste kroz park jer može biti veoma opasan.
| Klima Vasagejminga          | Klima Vasagejminga | Klima Vasagejminga | Klima Vasagejminga | Klima Vasagejminga | Klima Vasagejminga | Klima Vasagejminga | Klima Vasagejminga | Klima Vasagejminga | Klima Vasagejminga | Klima Vasagejminga | Klima Vasagejminga | Klima Vasagejminga | Klima Vasagejminga |
| Pokazatelj \ Mesec          | .Jan.              | .Feb.              | .Mar.              | .Apr.              | .Maj.              | .Jun.              | .Jul.              | .Avg.              | .Sep.              | .Okt.              | .Nov.              | .Dec.              | .God.              |
| --------------------------- | ------------------ | ------------------ | ------------------ | ------------------ | ------------------ | ------------------ | ------------------ | ------------------ | ------------------ | ------------------ | ------------------ | ------------------ | ------------------ |
| Apsolutni maksimum, °C (°F) | 6,7 (44,1)         | 10,1 (50,2)        | 15,6 (60,1)        | 33,3 (91,9)        | 35,6 (96,1)        | 34,0 (93,2)        | 36,1 (97)          | 36,5 (97,7)        | 35,6 (96,1)        | 25,0 (77)          | 18,9 (66)          | 8,1 (46,6)         | 36,5 (97,7)        |
| Maksimum, °C (°F)           | −12,7 (9,1)        | −7,7 (18,1)        | −1,5 (29,3)        | 8,6 (47,5)         | 16,6 (61,9)        | 20,8 (69,4)        | 23,7 (74,7)        | 22,4 (72,3)        | 15,6 (60,1)        | 9,0 (48,2)         | −2,2 (28)          | −9,7 (14,5)        | 6,9 (44,4)         |
| Prosek, °C (°F)             | −19,6 (−3,3)       | −15 (5)            | −8,7 (16,3)        | 1,4 (34,5)         | 9,1 (48,4)         | 13,8 (56,8)        | 16,5 (61,7)        | 15,1 (59,2)        | 9,0 (48,2)         | 3,1 (37,6)         | −7,2 (19)          | −15,9 (3,4)        | 0,1 (32,2)         |
| Minimum, °C (°F)            | −26,4 (−15,5)      | −22,2 (−8)         | −15,9 (3,4)        | −5,8 (21,6)        | 1,5 (34,7)         | 6,7 (44,1)         | 9,3 (48,7)         | 7,8 (46)           | 2,5 (36,5)         | −2,9 (26,8)        | −12,2 (10)         | −22,1 (−7,8)       | −6,7 (19,9)        |
| Apsolutni minimum, °C (°F)  | −46,4 (−51,5)      | −47,6 (−53,7)      | −40,6 (−41,1)      | −32,2 (−26)        | −16,0 (3,2)        | −8,0 (17,6)        | −2,8 (27)          | −3,5 (25,7)        | −11,7 (10,9)       | −22,0 (−7,6)       | −41,0 (−41,8)      | −47,8 (−54)        | −47,8 (−54)        |
| Količina padavina, mm (in)  | 17,6 (0,693)       | 18,0 (0,709)       | 25,3 (0,996)       | 26,6 (1,047)       | 54,5 (2,146)       | 84,5 (3,327)       | 75,3 (2,965)       | 72,3 (2,846)       | 62,0 (2,441)       | 38,0 (1,496)       | 24,3 (0,957)       | 22,8 (0,898)       | 521,0 (20,512)     |
| Izvor: Environment Canada   |                    |                    |                    |                    |                    |                    |                    |                    |                    |                    |                    |                    |                    |

### Stanovništvo
Stanovništvo Vasagejminga je sezonsko i drastično fluktuira tokom godine. Jedini stalni stanovnici tokom cele godine su uglavnom zaposleni u parkovima Kanada i članovi njihovih porodica (oko 100 stanovnika).
Vasagejming sa nekoliko naseobina izvan granica parka, poput zjedinice Onanole udaljene od Vasagejminga 2 km, u letnjim periodu broji i preko 2.000 stanovnika.

## Infrastruktura
Infrakstruktura Vasagejminga, koji ima status neregistrovano naselje budući da je manja naseobina sezonskog karaktera u Nacionalnom parku prirode Rajding mauntin, razmeštena je u krugu prečnika 5 km, između južne obale jezera Kri lejk, na severu  i pokrajinskog autoputa br. 10, na jugu, na površini od 179 hektara, koja čini manja od 1% Nacionalnog parka prirode Rajding mauntin,
Vasagejming kao jedini komercijalni centar unutar granica Nacionalnog parka prirode Rajding mauntin,  „središte“ je svih rekreativnih, obrazovnih i kulturnih i drugih aktivnosti za većinu posetilaca Nacionalnog parka prirode Rajding mauntin. Svi zemljišni posedi u Vasagejmingu su u sastavu federalne kraljevska zemlja, a neke parcele su iznajmljene pojedincima i preduzećima za obavljanje privrednih delatnosti.
U Vasagejmingu postoji 254 vikendica, 525 sezonskih mesta za kampovanje sa izdatom dozvolom, 46 komercijalnih objekata razne namene, 510 mesta u kampovima i 3 neprofitne organizacije koje izdaju u zakup objekte savezne baštine.

## Turizama
Tokom letnje sezone, koja načelno traje od 18. maja do 8. oktobra, Nacionalni park prirode Rajding mauntin je veoma popularna turistička destinacija i u prošlosti je tokom sezone posjećivalo godišnje više od 300.000 posetilaca.
U Vasagejmingu se nalazi mnogo restorana, hotela i drugih firmi i uslužnih objekata koji pružaju brojne usluge velikom broju posetilaca — kampiranje sa punim uslugama, kao i 525 privatnih kamp kućica i 254 privatnih vikendica, od kojih se skoro sve koriste u letnjim mesecima. Uključujući mnoštvo vikendica i kućica koje se nalaze izvan nacionalnog parka neposredno uz granice parka, područje Vasagaming je preko leta dom oko 40.000 vikendaša tokom leta.
Vasagejmingu je takođe domaćin jedinog godišnjeg filmskog festivala, koji se u Nacionalnom parku Rajding mauntin održava u jednoj od najvećih brvnara u Severnoj Ameriici. Festival je osnovan sa dugoročnim ciljem da stvori samoodrživi turistički događaj u Nacionalnom parku Rajding mauntin, i time privuče što veći broj postilaca iz cele Kanade i sveta, kako bi ih upozno sa ovim parkom i brojnim filmskim sadržajima koji bi putem snage filma i pripovedanja trelo da izazovu emocije i razviju svest o neophodnosti ljudskog ulaganja u prirodno okruženje.

## Spoljašnje veze
Mediji vezani za članak Vasagejming na Vikimedijinoj ostavi

- Riding Mountain National Park Film Festival Архивирано на веб-сајту  (30. децембар 2019) (језик: енглески)